# حول بغداد
حول بغداد فيلم وثائقي تم تصويره في بغداد، العراق عام 2003. يعد أول فيلم وثائقي يُنتَج في العراق بعد سقوط نظام البعث. ويصور الفيلم الممثل سنان أنطون أثناء عودته إلى مسقط رأسه في بغداد. انه يركز على أصوات العراقيين الأصليين من جميع مناحي الحياة، حيث يقدمون وجهات نظرهم حول الواقع أبان نظام صدام حسين وكذلك قصف الولايات المتحدة وغزوها واحتلالها.
الفيلم كان من إخراج مجموعة تضم سنان أنطون، بسام حداد، مايا مكداشي، سوزي سلامي، وآدم شابيرو. تم إنتاجه بواسطة InCounter Productions.

## روابط خارجية
- الموقع الرسمي
- حول بغداد  في قاعدة بيانات الأفلام على الإنترنت (بالإنجليزية)

1. ↑  وصلة مرجع: http://www.imdb.com/title/tt0450958/. الوصول: 18 أبريل 2016.
2. ↑  مذكور في: رسم قوقل البياني المعرفي.